# Camertés
Camertés ou Camertès ou Camerte ou Camers dans l'Énéide est le nom d'un jeune roi italique qui se bat aux côtés de Turnus contre Énée.

## Histoire
Fils de Volcens, un noble Rutule, Camertés devient roi d'Amyclae, une ville du Latium fondée par les Dioscures. Camertés est, selon Virgile, le plus riche des souverains italiques, et est également un très beau jeune homme : en particulier, il est connu pour ses cheveux blonds. Lorsque la guerre éclate entre Énée et Turnus, il soutient ce dernier étant évidemment Rutule de naissance. Même Volcens, quoique maintenant un vieillard, décide de revêtir l'armure.
Énée, exaspéré par la mort de Pallas, qui a été tué au combat par Turnus, fait un massacre d'ennemis. Il décapite Tarquitus, l'un des ennemis les plus braves ; après cela, l'armée italique prend la fuite, terrifiée. Camertés s'échappe avec les autres, mais il est tué par l'épée du chef troyen.

« il poursuit et le brave Numas, et le blond Camertès, noble fils du belliqueux Volscens ; Camertès, dont l’Ausonie vantait les opulens domaines, et qui régna sur la silencieuse Amyclée. Tel qu’on peint Égéon, aux cent bras, aux cent mains, lorsque, vomissant par cinquante bouches à la fois les flammes recélées dans ses flancs gigantesques, il opposait aux foudres de Jupiter l’airain tonnant de cinquante boucliers et les éclairs de cinquante épées nues : tel Énée vainqueur sème au loin la mort dans la plaine, dès que son glaive s’est une fois abreuvé de sang. »

— Virgile, Énéide, livre IX (traduction de J.N.M de Guerle)

Plus tard Juturne, la nymphe sœur de Turnus, prendra l'apparence du fantôme de Camertès, pour conduire les Rutules à rompre la trêve passée entre les deux armées.

## Sources anciennes
- Virgile, Énéide, X, 561-564 ; XII, 222-228.
- Servius, Ad Aen., X, 564.